# 楚雄市
楚雄市（IPA：/ɣo21 lu21 lu21/，汉译峨），古稱威楚，是位于中华人民共和国云南省中部的一座县级市，是楚雄彝族自治州的州府所在地。位于云贵高原中部，元江水系与金沙江水系的分水岭地带，东邻禄丰县，南连双柏县，西与南华县和普洱市景东县接壤，北同牟定县毗邻。东距云南省省会昆明152公里，西距大理178公里。楚雄市同玉溪市、曲靖市与昆明市共同组成滇中城市群，为云南省核心经济发展区域。全市面积4434平方千米，2020年总人口63.15万人，市人民政府驻鹿城镇。

## 历史

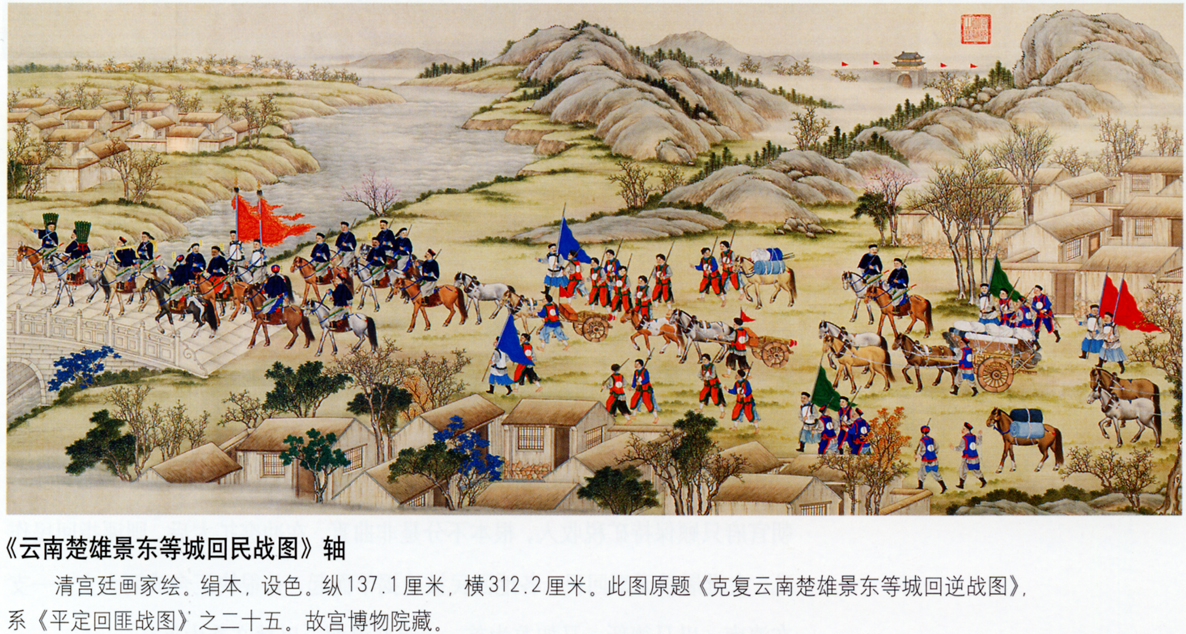
清朝杜文秀起义时，云南楚雄、景东等地回民站图

汉属益州弄栋县地。蜀汉、西晋属云南郡，西晋时彝族首领威楚在当地筑城。晋咸康三年（338年）有“爨酋威楚，筑城峨碌赕居之”，为楚雄建城之始。东晋属建都郡，南北朝为爨氏割据区，隋属昆州，唐属姚州都督府、览州，唐初市境大部属览州，北部的吕合一带属化州，皆隶于南宁州都督府，系遥置。后归于南诏国和大理国，其中南诏时属弄栋节度，在市境设有曲驿、览赕、石鼓驿等城镇。而在大理国前期为白鹿部（后称石郡）有富筋赕、石鼓赕等建置，隶于云生节度；后期废节度，设威楚府，在楚雄市境有白鹿部、石鼓赕、德江城等建置。宋代元初，市境设有威楚、石鼓2个千户，属威楚万户府辖；至元八年（1271年）改威楚万户府为威楚路，以威楚千户置威楚县；至元十五年（1278年）升威楚县为威州；至元二十一年（1284年）复降威州为威楚县，并将富民、净乐并入威楚县。明洪武十五年（1382年）改威楚县为楚雄县。其后，楚雄县的建置及隶属关系一直延续到清末，民国2年（1913年）裁楚雄府，楚雄县除1948年内曾由设在姚安的省第八行政督察专员公署所辖外，一直由省府直辖。解放后，楚雄县属楚雄专区辖；1958年4月楚雄彝族自治州成立，楚雄县为自治州所辖15个县之一，曾将双柏、牟定、南华3县并入楚雄县，至1960年，并入的3县先后恢复建制。1983年9月，撤销楚雄县设立楚雄市。目前人口中以汉族居多，彝族人口约占20%左右。

## 地理
楚雄地处云贵高原上，境内多山，地势西北高，东南低，从西北向东南倾斜。山脉系哀牢山东麓支平余脉，多呈西北、东南走向。境内最高点是西舍路乡哀牢山脉的小越坟山，海拔2916米；最低点为礼社江与彝家拉河、石羊江交汇处，海拔691米；市人民政府驻地鹿城镇海拔1773米。有相当的煤炭和石油天然气储量。金沙江的多条支流流经市境。农业以水稻、小麦、烟叶种植为主，有采矿、食品、烟草等工业。

### 水文

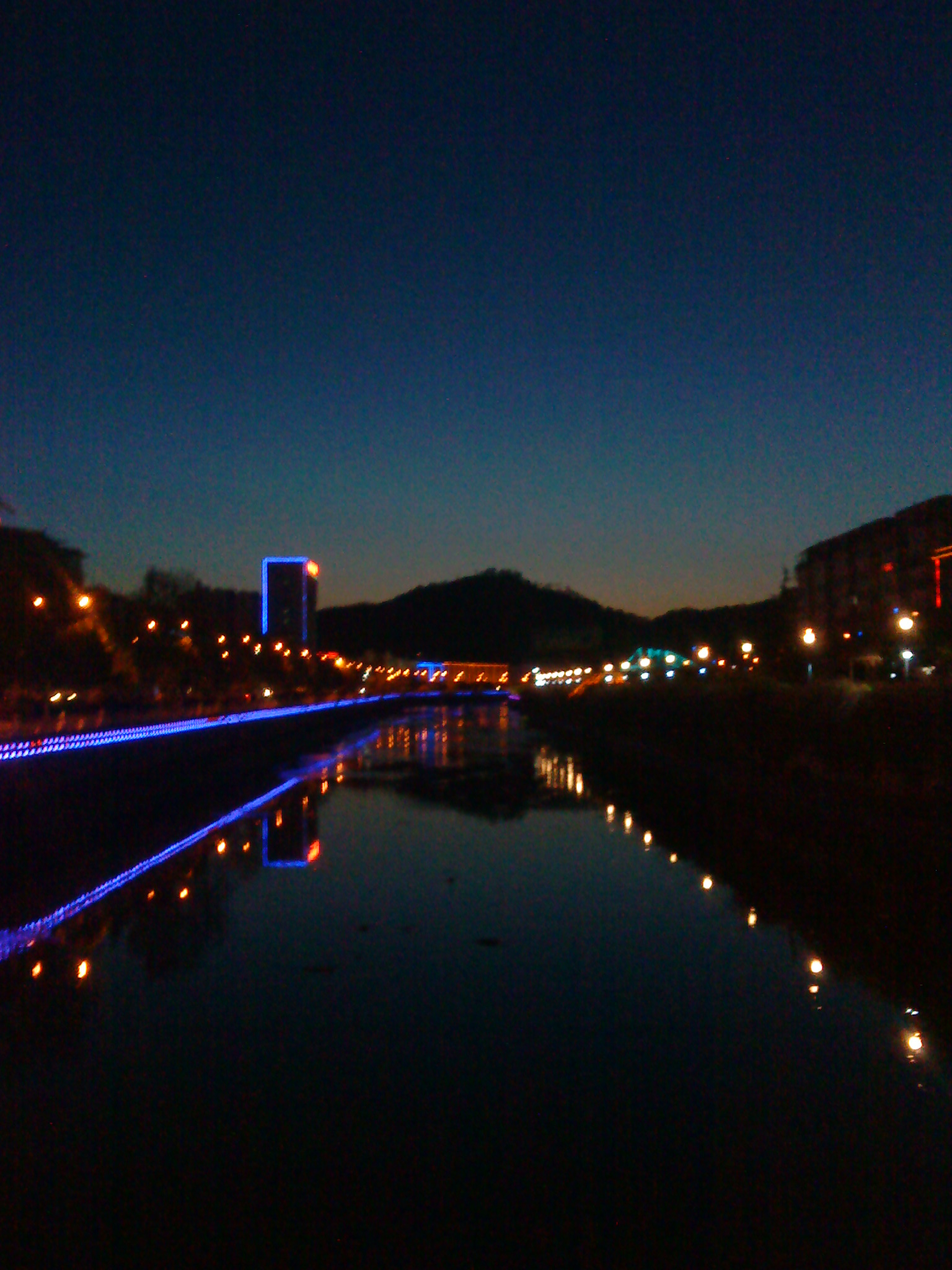
夜色中的楚雄龙川江

楚雄市河流分属元江、金沙江两大水系。元江上游的礼社江，从南华县入境，穿越市境西南部，支流有马龙河、三街河、白衣河、五街河、邑舍河、碧鸡河、自雄河；金沙江水系有其支流龙川江从吕合入境，自西向东流经东瓜、鹿城、苍岭，再由西向北出境，是楚雄市坝区的主要河流。主要支流有紫甸河、西静河、河前河、寨子小河、青龙河、苍岭小河。市境年平均降雨量39.6亿立方米。境内水理论蕴藏量24.4万千瓦，可开发量23.8万千瓦。

### 生物资源
楚雄市境内常见的生物资源有木本植物40多种，草本植物20多种，食用菌30多种。有野生中药640多种，名贵药材有三七、天麻、五味子、茯苓、小棕包等。发现野生动物519种，其中两栖类29种，爬行类56种，鸟类329种，兽类105种。楚雄市西南部的哀牢山国家级自然保护区，森林茂密，人迹罕至，有名贵植物1480多种，鸟兽460种，两栖爬行动物46种，国家重点保护珍稀动物26种，已被列为联合国“人与生物圈”森林生态系统的定位观察站。

### 气候
同云南大多数城市一样，楚雄市的气候四季如春、舒适宜人。属于北亚热带季风气候区，受印度洋西南暖湿气流的影响，冬干夏湿，气温日差较大，年差较小；冬无严寒、夏无酷暑；干湿季分明，雨热同季；日照充足，霜期较短，冬季降水偏少。2006年年平均气温16.5℃。全市年平均气温约16℃，降水量为850毫米左右。
| 楚雄市气象数据（1971年至2000年） | 楚雄市气象数据（1971年至2000年） | 楚雄市气象数据（1971年至2000年） | 楚雄市气象数据（1971年至2000年） | 楚雄市气象数据（1971年至2000年） | 楚雄市气象数据（1971年至2000年） | 楚雄市气象数据（1971年至2000年） | 楚雄市气象数据（1971年至2000年） | 楚雄市气象数据（1971年至2000年） | 楚雄市气象数据（1971年至2000年） | 楚雄市气象数据（1971年至2000年） | 楚雄市气象数据（1971年至2000年） | 楚雄市气象数据（1971年至2000年） | 楚雄市气象数据（1971年至2000年） |
| 月份                             | 1月                              | 2月                              | 3月                              | 4月                              | 5月                              | 6月                              | 7月                              | 8月                              | 9月                              | 10月                             | 11月                             | 12月                             | 全年                             |
| -------------------------------- | -------------------------------- | -------------------------------- | -------------------------------- | -------------------------------- | -------------------------------- | -------------------------------- | -------------------------------- | -------------------------------- | -------------------------------- | -------------------------------- | -------------------------------- | -------------------------------- | -------------------------------- |
| 平均高温 °C（°F）                | 16.8 (62.2)                      | 18.9 (66.0)                      | 22.4 (72.3)                      | 25.2 (77.4)                      | 26.4 (79.5)                      | 26.2 (79.2)                      | 25.5 (77.9)                      | 25.5 (77.9)                      | 24.1 (75.4)                      | 22.0 (71.6)                      | 18.8 (65.8)                      | 16.4 (61.5)                      | 22.3 (72.2)                      |
| 平均低温 °C（°F）                | 1.7 (35.1)                       | 3.6 (38.5)                       | 7.0 (44.6)                       | 11.0 (51.8)                      | 15.2 (59.4)                      | 17.8 (64.0)                      | 17.8 (64.0)                      | 17.1 (62.8)                      | 15.6 (60.1)                      | 12.7 (54.9)                      | 7.4 (45.3)                       | 2.8 (37.0)                       | 10.8 (51.5)                      |
| 平均降水量 mm（）                | 12.8 (0.50)                      | 12.7 (0.50)                      | 14.5 (0.57)                      | 18.4 (0.72)                      | 69.0 (2.72)                      | 139.1 (5.48)                     | 190.7 (7.51)                     | 167.5 (6.59)                     | 126.3 (4.97)                     | 67.7 (2.67)                      | 36.0 (1.42)                      | 8.2 (0.32)                       | 862.9 (33.97)                    |
| 平均降水天数（≥ 0.1 mm）         | 3.5                              | 3.9                              | 5.1                              | 6.2                              | 9.9                              | 14.8                             | 18.8                             | 19.8                             | 15.2                             | 11.9                             | 7.7                              | 4.6                              | 121.4                            |
| 平均相對濕度（％）               | 66                               | 59                               | 53                               | 53                               | 61                               | 73                               | 79                               | 81                               | 81                               | 79                               | 77                               | 75                               | 70                               |
| 月均日照時數                     | 229.1                            | 222.0                            | 249.0                            | 231.4                            | 213.9                            | 147.9                            | 117.3                            | 130.2                            | 123.6                            | 151.9                            | 168.5                            | 192.3                            | 2,177.1                          |
| 可照百分比                       | 69                               | 70                               | 67                               | 61                               | 52                               | 36                               | 28                               | 32                               | 34                               | 43                               | 52                               | 59                               | 49                               |
| 来源：中国气象科学数据共享服务网 |                                  |                                  |                                  |                                  |                                  |                                  |                                  |                                  |                                  |                                  |                                  |                                  |                                  |

## 行政区划
楚雄市下辖3个街道、10个镇、3个乡：
鹿城街道、彝海街道、东瓜街道、吕合镇、紫溪镇、东华镇、子午镇、苍岭镇、三街镇、八角镇、中山镇、新村镇、西舍路镇、树苴乡、大过口乡和大地基乡。

## 经济
2022年，楚雄市生产总值达610.11亿元，按可比价格计算，比上年增长5.5%。其中第一产业增加值49.33亿元，增长5.0%；第二产业增加值328.60亿元，增长8.2%；第三产业增加值232.18亿元，增长2.0%。三次产业结构为8.1∶53.9∶38。人均生产总值98,034元。城乡常住居民人均可支配收入分别为46,111元、16,461元。职工年平均工资105,374元。地方一般公共预算收入33.46亿元，人均5,376元。地方一般公共预算支出55.33亿元，人均8,890元。

## 人口
2020年第七次人口普查结果，楚雄市总人口（常住人口）共有631,530人，城镇人口426,823人（占67.59%），乡村人口204,707人（占32.41%）。共有男性316,365人、女性315,165人，性别比为100.38。0—14岁人口共94,674人（占14.99%），15—59岁人口共439,413人（占69.58%），60岁及以上人口共97,443人（占15.43%），其中65岁及以上人口共70,647人（占11.19%）。大学专科学历及以上人口有103,984人，15岁以上的文盲有13,969人，占15岁以上人口的2.60%。

## 交通

### 铁路

#### 广大铁路
位于楚雄州禄丰县境内的广通镇至大理市的广大铁路穿过楚雄城区，设楚雄站。楚雄火车站距离广通站30公里，离大理站183公里，隶属昆明铁路局管辖。广通至大理铁路于1998年6月通车，是云南省重要的铁路运输大动脉。2010年9月10日，广大铁路扩能改造工程正式开工建设，工程全长167公里，新建双线、电气化牵引，设计行车速度200公里／小时。工程投资估算总额为143.1亿元。在楚雄州境内途经禄丰、楚雄、南华3个县市，共95公里，投资额77.68亿元，占整个工程量的56.9％，为国家一级双线铁路。

#### 昆楚城际列车
2011年1月11日，昆明至楚雄开行城际列车，这是继昆明至曲靖城际列车后云南省开行的第二列城际列车，不过开行的频率远远不及昆曲城际列车。昆楚城际列车的开通使得昆明至楚雄区段的运行速度和能力得到改善。列车编组为空调硬座7辆，列车等级为快速，票价36元。城际列车运营初期为一站直达，运行时间约2小时17分钟；后又增停广通、禄丰车站，运行时间延长至2小时50分钟。由于铁路运力瓶颈，为整合当地铁路资源。昆楚城际列车现已停运，待广大线扩能改造工程完成后恢复运营。
| 到达站点 | 车次        | 开车时间 | 运行时间  | 到达时间 | 里程（千米） | 票价（硬座） | 备注     |
| -------- | ----------- | -------- | --------- | -------- | ------------ | ------------ | -------- |
| 昆明     | K9638/K9635 | 08:55    | 2小时50分 | 11:45    | 184          | 36元         | 已停运   |
| 大理     | K9610/K9611 | 13:29    | 3小时16分 | 16:45    | 175          | 36元         | 过站列车 |
| 大理     | K9614/K9615 | 11:36    | 4小时50分 | 16:26    | 175          | 29元         | 过站列车 |
| 丽江     | K9610/K9611 | 13:29    | 5小时19分 | 18:48    | 334          | 61元         | 过站列车 |

### 公路
- 杭瑞高速、 弥楚高速、 永金高速、 227国道、 320国道过境。

### 公共交通
目前楚雄市区开通了城市公交线路12条，投放公交车201辆、出租车500辆。

## 教育
楚雄市是楚雄彝族自治州的教育中心，教育具有较好的历史传统，不少学校都具有悠久的办学历史。两所大学楚雄师范学院和楚雄医药高等专科学校位于该市，市内还有多所中专、中学、小学及云南省内本科院校的分校。楚雄市的基础教育已具备了一定的规模及基础。
- 楚雄师范学院是原楚雄师专和楚雄民族师范学校合并基础上组建的，融全日制师范教育与非师范教育、广播电视教育、成人教育于一体，是云南省民族自治州中唯一的一所本科师范院校。学院的总占地面积为635亩，分为雁塔、花果山两个校区。楚雄师范学院已成为楚雄地区高等教育的在学术、师资及校园硬件条件上最为完善的院校。
- 楚雄州第一中学创办于1932年9月，1961年被确定为省属重点中学，1993年被首批评定为云南省一级完全中学。其前身龙泉书院创建于1465年，是云南历史悠久的著名书院之一。

## 体育

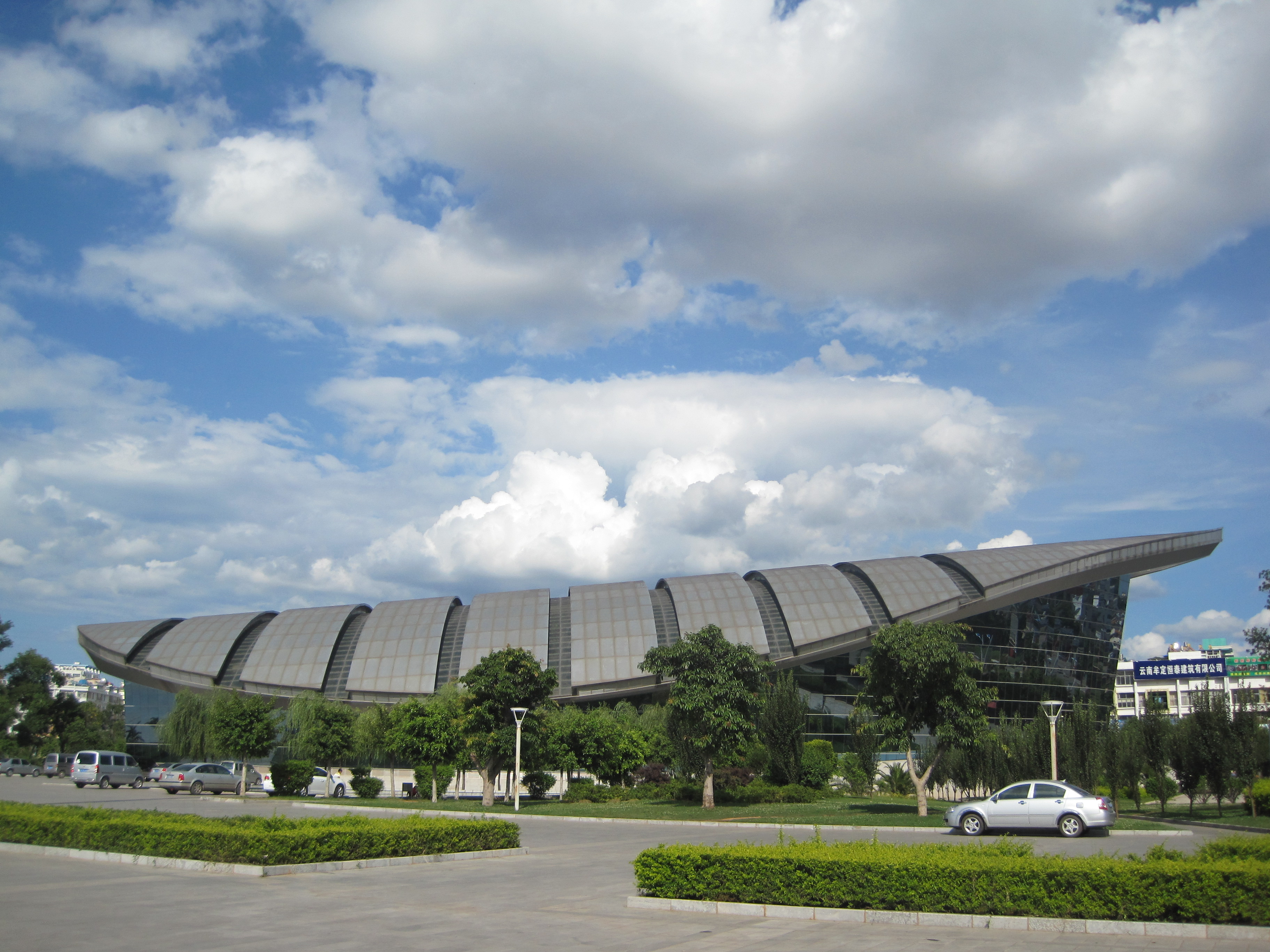
楚雄州游泳馆

楚雄市内有多处体育设施。州民族体育活动中心位于楚雄市桃园湖东北侧，现有体育场、田径场、足球场、射击场、灯光球场、综合馆、体育馆、体操房等体育设施，可满足省级以上训练比赛需要。楚雄州游泳馆位于开发区龙川江畔，拥有室内标准50米泳池一座，用于举办过省级、州级游泳训练比赛。每年4月至10月向公众开放。
楚雄市于2002年7月20日至8月18日主办第十一届云南省运动会。为迎接本次运动会，楚雄市政府投入了5200多万元新建了七所场馆。十一届省运会共设14个比赛项目，共有3094人参加了本次运动会14个大项、391个小项的角逐。第七届全国残运会于2007年在云南昆明举办，曾在楚雄市内进行火炬传递。

## 大型活动

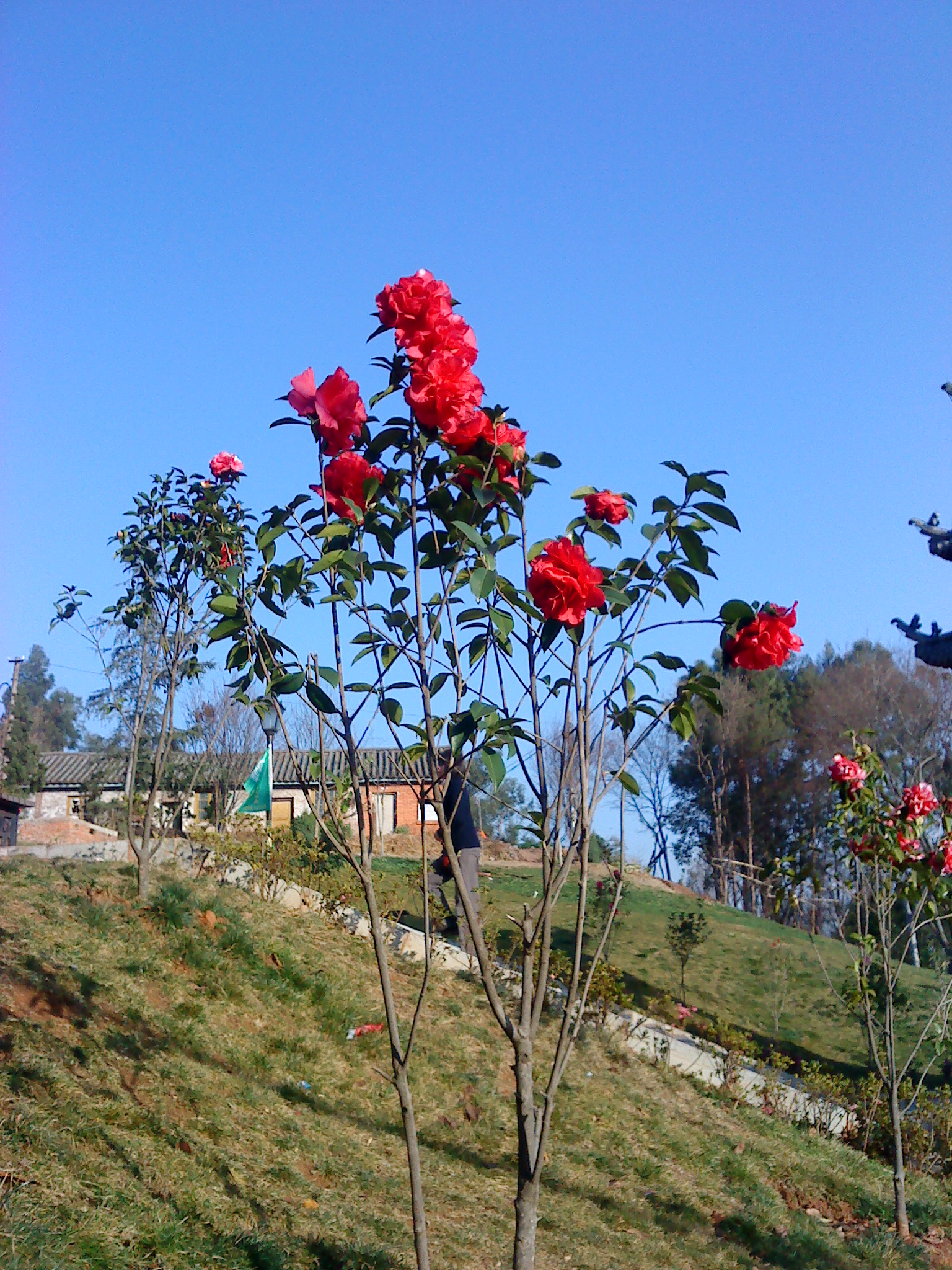
一株位于楚雄市峨碌公园内的山茶花

- 2005年3月22日，国际茶花协会在瑞士洛桑会议表决通过由楚雄市承办2012年国际茶花大会。这是继浙江省金华市之后，中国第二次申办国际茶花大会，这也是国际茶花大会首次在茶花的故乡云南举办。为筹办本次国际茶花大会，楚雄市培植茶花成品苗和育苗数量分别达31万株和900万株，引进世界名贵茶花品种800多个，种植茶花900多亩。[14]峨碌公园茶花精品园、百泽茶兰园、紫溪山山茶物种园等地为楚雄市主要的的茶花种植基地。

## 友好城市
- 瑞典卡尔斯克鲁纳[15]